# Dolmen du Riholo
Le dolmen du Riholo est un dolmen situé à Herbignac, en France. Il s'élève sur un petit promontoire dominant des zones humides à la limite nord de la Brière.

## Protection
L'édifice est inscrit à l'inventaire des monuments historiques depuis 1980, dans un état dégradé.

## Caractéristiques
Le cairn ou le tumulus qui le recouvrait a disparu et il ne subsiste qu'une table reposant sur plusieurs orthostates. Son architecture est très particulière car elle appartient à un type de mégalithes représentés de part et d'autre de l'Estuaire de la Loire (comme le tumulus des Mousseaux ou le dolmen de la Joselière à Pornic) connus sous le nom de dolmens à transept ou tombes transeptées. Ces constructions mégalithiques se caractérisent par une architecture intérieure où des chambres secondaires et symétriques se développent autour d'une allée qui mène à la chambre principale.
La chambre terminale et un des transepts (très allongé) sont, malgré les destructions, encore bien visibles, mais, au cas particulier, l'édifice se présente donc comme un transept simple avec une seule chambre latérale. A la croisée du transept, deux piliers placés transversalement à l'axe du dolmen, contribuent à réduire l'entrée de la chambre terminale. Il est en de même pour la cellule latérale nord dont l'entrée est réduite par deux dalles côte à côte. Si la chambre latérale gauche a pratiquement disparu, celle de droite, de grande taille (3 m de long sur 2 m de large) est elle demeurée en très bon état. En proportion, la chambre terminale paraît de taille réduite (carré presque parfait de 2,25 m par 2 m).
Dans la périphérie de la Brière, deux autres mégalithes ont ce type d'architecture : le double dolmen de Crévy à Saint-Lyphard et le dolmen des Rochettes à Crossac. Ils sont datés d'après les fouilles récentes des sépultures des Mousseaux à Pornic et de Château-Bû à Saint-Just du début du IVe millénaire av. J.-C., donc du Néolithique moyen armoricain (4000 à 3500 av. J.-C.).[réf. nécessaire]